# Gorgyrella hirschhorni
Gorgyrella hirschhorni là một loài nhện trong họ Idiopidae.
Loài này thuộc chi Gorgyrella. Gorgyrella hirschhorni được J. Hewitt miêu tả năm 1919.